# Plaça de Catalunya

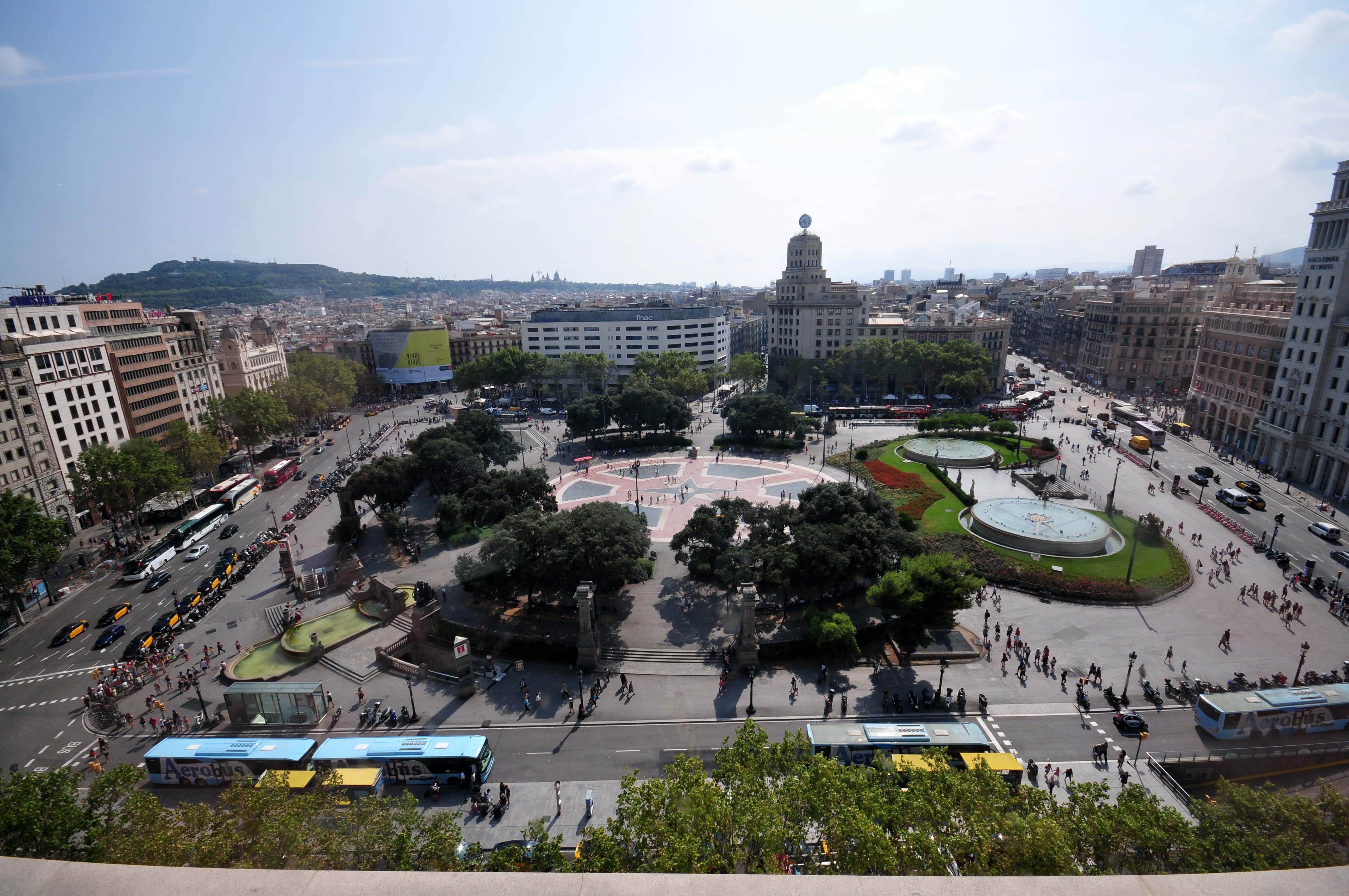
Plaça de Catalunya sett från varuhuset El Corte Inglés.

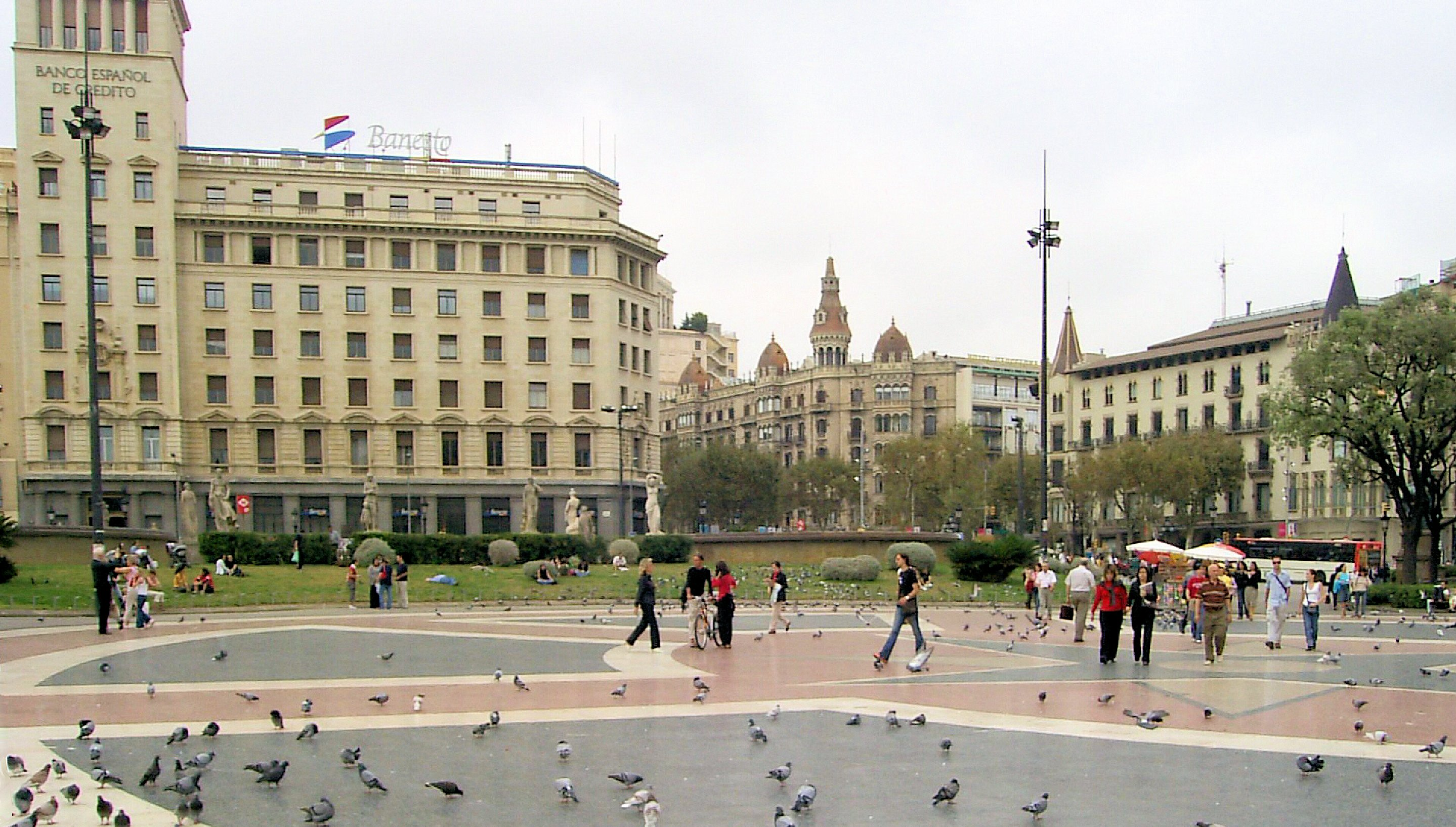
Plaça de Catalunya.

Plaça de Catalunya (ibland Plaça Catalunya) är ett torg i de centrala delarna av Barcelona, Spanien. Torget, som är beläget mellan den gamla staden och 1800-talsstadsdelen Eixample, är med sina drygt 5 hektar det största i Barcelona. 

## Beskrivning
Dess centrala läge har gjort det till Barcelonas naturliga centrum, och från torget utgår stadens mest kända boulevard La Rambla. Andra viktiga gator som utgår från torget är Passeig de Gràcia, Rambla de Catalunya och Avinguda del Portal de l'Àngel. Alla tre hör till stadens viktigaste affärsgator.

## Historia
Torget tillkom 1902 och anlades på mark som tidigare upptagits av militära kaserner i anslutning till stadens ringmurar. Dessa hade rivits redan på 1850-talet men utan att någon efterföljande urbanisering av marken tillåtits. Inför 1929 års världsutställning byggdes torget om och fick sitt nuvarande utseende. Torgets utformning togs fram av Josep Puig i Cadafalch för att senare kosmetiskt modifieras av en regimvänlig arkitekt.

## Källhänvisningar
1. ↑  "plaça de Catalunya". Enciclopedia.cat. Läst 9 september 2014. (katalanska)